# Zheng Zheng
Zheng Zheng (鄭錚T, 郑铮S, Zhèng ZhēngP; Jinan, 11 luglio 1989) è un calciatore cinese, difensore dello Shandong Luneng.

## Carriera

### Club
Ha giocato nella prima divisione cinese.

### Nazionale
Nel 2011 ha esordito nella nazionale cinese.

## Statistiche

### Cronologia presenze e reti in nazionale
| Cronologia completa delle presenze e delle reti in nazionale ― Cina | Cronologia completa delle presenze e delle reti in nazionale ― Cina | Cronologia completa delle presenze e delle reti in nazionale ― Cina | Cronologia completa delle presenze e delle reti in nazionale ― Cina | Cronologia completa delle presenze e delle reti in nazionale ― Cina | Cronologia completa delle presenze e delle reti in nazionale ― Cina | Cronologia completa delle presenze e delle reti in nazionale ― Cina | Cronologia completa delle presenze e delle reti in nazionale ― Cina |
| Data                                                                | Città                                                               | In casa                                                             | Risultato                                                           | Ospiti                                                              | Competizione                                                        | Reti                                                                | Note                                                                |
| ------------------------------------------------------------------- | ------------------------------------------------------------------- | ------------------------------------------------------------------- | ------------------------------------------------------------------- | ------------------------------------------------------------------- | ------------------------------------------------------------------- | ------------------------------------------------------------------- | ------------------------------------------------------------------- |
| 27-1-2022                                                           | Saitama                                                             | Giappone                                                            | 2 – 0                                                               | Cina                                                                | Qual. Mondiali 2022                                                 | -                                                                   | 64’                                                                 |
| Totale                                                              |                                                                     | Presenze                                                            | 1                                                                   |                                                                     | Reti                                                                | 0                                                                   |                                                                     |

## Palmarès

### Club

#### Competizioni nazionali
- Coppa della Cina: 3

Shandong Luneng: 2020, 2021, 2022